# Božič z Modrijani (album)
Božič z Modrijani je 6. album Ansambla Modrijani, ki je izšel leta 2006 pri založbi VOX. Istega leta je prejel zlato ploščo.

## Seznam pesmi
| Št. | Naslov                      | Pisec                                     | Dolžina |
| --- | --------------------------- | ----------------------------------------- | ------- |
| 1.  | „Kako nocoj je lep ta svet‟ | Brane Klavžar/Franc Černelč/Brane Klavžar | 3:19    |
| 2.  | „O, jaslice borne, lesene‟  | ljudska                                   | 2:05    |
| 3.  | „Božič živi‟                | Brane Klavžar/Fanika Požek/Brane Klavžar  | 3:49    |
| 4.  | „Sveta noč‟                 | Franz Gruber/Jakob Aljaž                  | 3:39    |
| 5.  | „Na sveti večer‟            | Franc Šegovc/Franc Šegovc                 | 3:17    |
| 6.  | „Naj bo lepa ta sveta noč‟  | Brane Klavžar/Majda Rebernik              | 4:22    |
| 7.  | „Novo leto bo prišlo‟       | Brane Klavžar/Jože Galič                  | 3:34    |

## O pesmih
- O, jaslice borne, lesene - Slovenska cerkvena ljudska božična pesem.
- Božič živi - Skladba se nahaja tudi na prvem albumu Daleč je dom in na kompilacijskem albumu Uspešnice 2.[1]
- Sveta noč - Skladba, ki sta jo v začetku 19. stoletja napisala Avstrijca organist Franz Xaver Gruber in kaplan Joseph Mohr. V slovenščino jo je prevedel župnik Jakob Aljaž. Velja za eno največkrat izvajanih pesmi na svetu, ki je doživela že veliko priredb v več kot 300 jezikih in narečjih po vsem svetu.[2]